# Seriale de televiziune pentru copii

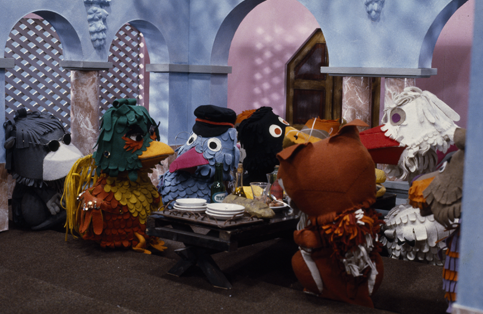
Emisiune pentru copii.

Seriile de televiziune pentru copii sunt programe de televiziune destinate și comercializate copiilor, programate în mod normal pentru difuzare dimineața și după-amiaza când copiii sunt treji. Uneori pot alerga în cursul serii devreme, permițându-le copiilor mai mici să îi privească după școală. Scopul spectacolelor este, în principal, distracția și uneori educarea.